# 太子晋
太子晋（前567年—前550年），姓姬，名晋，字子乔，一称王子乔，是周灵王的太子。
太子晋的母后是晋平公的女儿。太子晋自幼聪慧，很早就以太子的身份辅佐朝政。太子晋举行成人礼的时候，晋平公派叔誉使周面见太子晋。太子晋旁征博引，让叔誉钦佩，自嘆不如。後來晋平公再派师旷见太子，问以君子以德，太子晋侃侃而答，雙方盡歡而散。师旷曾对太子曰：“女色赤白，女声清汗，火色不寿。”，太子亦自知“后三年当宾于帝所”。灵王二十二年（前550年）十七岁時因直谏被殺，而無緣王位。其子宗敬为司徒，为姬姓王氏的始祖。後來前蜀後主王衍以他為王氏始祖，上廟號聖祖，謚號至道玉宸皇帝，故人稱玉宸大帝。道教傳說其控鶴登仙，長生不老，與赤松子並列為長生的代表。

## 宗教

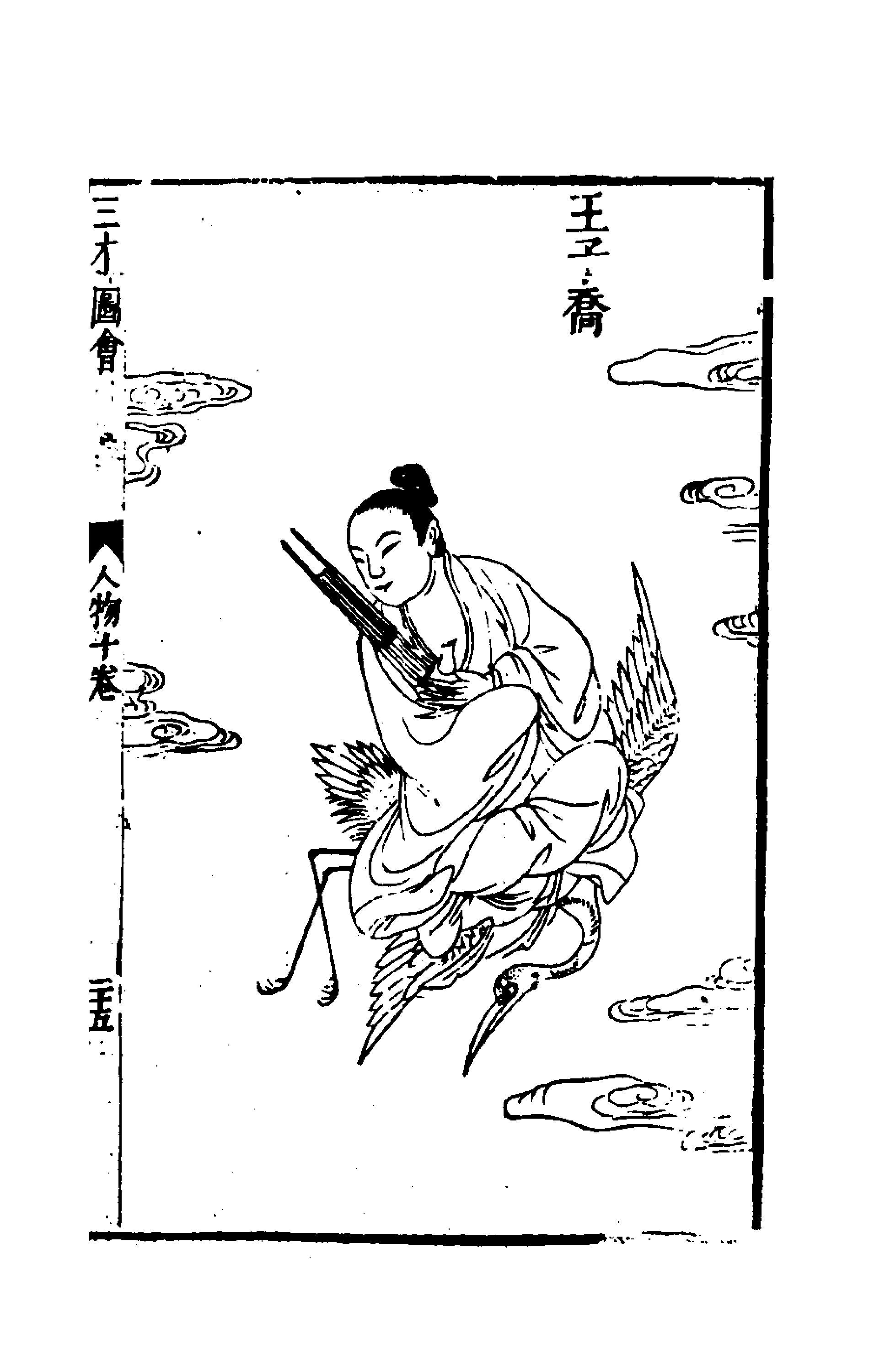
《三才圖會》

道教傳說太子晋離宮訪道，被方士浮丘生带至嵩山修煉長生不老之術。灵王以為他死了，三十年后，太子晋請大夫桓良转告其弟周景王，七月初七日於缑氏山相會。到了那天，太子晋乘白鹤在缑氏山上的空中吹笙，七日後駕鶴登天，这也就是“子喬駕鶴”、“子喬控鶴”的传说。
秦國的蔡澤、趙高把王子乔與赤松子並稱，作為长寿代表。
《古詩十九首》稱：「仙人王子乔，難可與等期」。及後魏時竹林七賢中人阮籍亦有詩云：“朝為媚少年，夕暮成醜老。 自非王子晉，誰能常美好？”
《雲笈七籤》上有越人王喬而得道之說：「第五北平治，在眉州彭山县。……中有神芝药草，食之，与天相久。昔越人王子乔得仙，治应室宿。」所謂越人，是真正的越國人，還是太子王子喬遊歷越國，不得而知。
《舊唐書》載：“久視元年，……，時諛佞者奏云，昌宗是王子晉後身。乃令被羽衣，吹簫，乘木鶴，奏樂於庭，如子晉乘空。”